# Afrofilistata fradei
Afrofilistata fradei is een spinnensoort in de taxonomische indeling van de spleetwevers (Filistatidae).
Het dier behoort tot het geslacht Afrofilistata. De wetenschappelijke naam van de soort werd voor het eerst geldig gepubliceerd in 1940 door Lucien Berland & Millot.